# Joseph Bruchac
Joseph Bruchac (Saratoga Springs, Nova York 1942) és un poeta nord-americà d'origen abnaki i membre del PEN Club, també ha fet diverses recopilacions d'escrits d'autors amerindis. Ha escrit Aftermath ... (1977), Aniyunwiya/real human beings: an anthology of contemporary cherokee prose (1995), The arrow over the door (1998), Bowman's store: a journey to myself (1997), Dawn land (1993) i A boy called Slow: the true story of Sitting Bull (1994).